# Курва вавилонска
Курва вавилонска је митолошка женска фигура, а такође и зло које се помиње у Књизи откривења у Библији. Њена пуна титула гласи "Вавилон велики, мајка проститутки и ужаса земље". (грч. Βαβυλὼν ἡ μεγάλη, ἡ μήτηρ τῶν πορνῶν καὶ τῶν βδελυγμάτων τῆς γῆς)
Често се повезује са Антихристом и Звери откривења због једнако злих краљевстава. (Реч "Курва" може се такође превести метафорички као "идолопоклоница") Апокалиптична пропаст курве је проречена да ће се десити у рукама слике Звери са седам глава и десет рогова. У хришћанској есхатологији постоји много спекулација о ономе што симболизују Курва и звер, као и могуће импликације савремених тумачења.